# Státní znak Polska

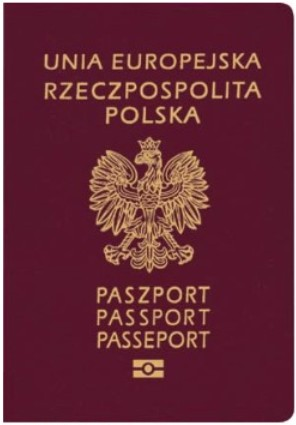
Státní znak na cestovním pasu

Státní znak Polska je tvořen bílou orlicí se zlatou korunou, zobákem a drápy na karmazínovém štítu. Současná podoba byla přijata 9. února 1990, kdy byla opět na hlavu orlice přidána zlatá koruna.

## Historie
Orlice se na mincích objevuje již za vlády Boleslava Chrabrého. Od té doby prošla výraznými změnami až do dnešní podoby. Poslední úpravou je návrat zlaté korunky na hlavu Orlice.

Boleslav Chrabrý (966–1025)
Přemysl II. Velkopolský (966–1370)
Polské království (1295–1569)
Polsko-litevská unie
Polsko-litevská unie (znak z období Vasovců)
Varšavské knížectví
Kongresové Polsko (1815–1832)
Poznaňské velkovévodství (1815–1848)
Listopadové povstání (1830–1831)
Krakovské povstání (1846)
Lednové povstání (1863–1865)
Polské království (1919–1918)
Druhá republika (1919–1927)
Druhá republika, Polská exilová vláda (1927–1939, 1939–1956)
polská exilová vláda (1956–1990)
Polská lidová republika (1955–1990)

Od roku 2016 (poté přerušeno a opětovně od roku 2018) probíhají práce na změně polského státního znaku (a tím i vlajky). V roce 2021 je připravena novela zákona o státních symbolech, která upravuje některé chyby – nohy změnily barvu ze stříbrné na zlatou, bylo upraveno vyobrazení křídel a koruny a orlici byly dodány kontury. Byl též změněn odstín červené barvy štítu, kterážto změna se zřejmě promítne i do barvy polské vlajky.

## Znaky polských vojvodství

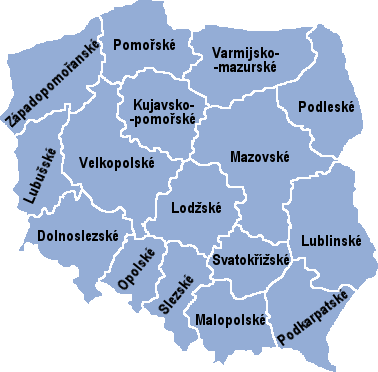
Polská vojvodství

Polsko je členěno na 16 vojvodství. Všechny užívají vlastní znaky.

Dolnoslezské
Kujavsko-pomořské
Lodžské
Lublinské
Lubušské
Malopolské
Mazovské
Opolské
Podkarpatské
Podleské
Pomořské
Slezské
Svatokřížské
Varmijsko-mazurské
Velkopolské
Západopomořanské